# Palazzo della Regione Lazio
Il palazzo della Regione è l'edificio di Roma in cui ha sede la Giunta regionale del Lazio.

## Descrizione
L'edificio si trova in via Cristoforo Colombo presso il quartiere Garbatella. Inizialmente deputato a sede nazionale dell'INAM, con la successiva soppressione dell'ente passò nel 1980 a uso della Giunta laziale.
Nel 2009 l'edificio fu acquistato dalla Regione Lazio.
Si compone di tre strutture distinte: 
- la palazzina A, con ingresso sulla Cristoforo Colombo, dove si trovano gli uffici del Presidente della regione e delle sue strutture di staff;
- la palazzina B, al centro delle tre e la più alta, con ingresso su piazza Odorico da Pordenone, dove si trovano gli uffici delle direzioni regionali;
- la palazzina C, con ingresso su piazza Odorico da Pordenone, con gli uffici delle società di servizio regionali.

## Cultura di massa
L'edificio è celebre per essere stata la sede della Megaditta nel film Fantozzi (1975), primo capitolo dell'omonima serie cinematografica.